# Néstor Duch Gary
Néstor Duch Gary (1941 - ) es un economista, cartógrafo y servidor público mexicano, nacido en Mérida, Yucatán, que fue director general de Geografía del Instituto Nacional de Estadística y Geografía de 1982 a 1994.

## Datos biográficos
Hizo sus estudios en la Escuela Superior de Economía del IPN de 1964 a 1968. Se desempeñó como asesor de la Secretaría de Comunicaciones y Transportes, del gobierno federal mexicano entre 1968 y 1971. En 1979 fue nombrado jefe de la unidad de cartografía de la Secretaría de la Presidencia de la República. Fue designado director de Geografía del Instituto Nacional de Estadística y Geografía, al nacimiento de esta institución en 1983. Ha sido profesor del Instituto Politécnico Nacional y de la Universidad Nacional Autónoma de México. Ha pertenecido a la Fundación Rosenblueth para el avance de la ciencia.

## Reconocimientos
- Ordre National du Mérite. Gobierno de Francia. 1991
- Honorary Fellow de la Asociación Cartográfica Internacional a partir de 1990
- Medalla de honor al Profesionalismo Laboral. Presidencia de la República, México, 1976.[1]

## Obras
Entre otras es autor de:
- La Soberana Convención Revolucionaria de 1914
- Producción Nacional y Cambio Técnico, ensayo.
- Empleo y desempleo en Aguascalientes, ensayo.
- Los Desafíos de la Recuperación Económica, ensayo.
- El futuro de la cartografía censal, ensayo.